# Vitamina B
Vitamina B este un complex de mai multe vitamine. Se numeste astfel, deoarece se credea la un moment dat că este o singură vitamină, precum vitamina C sau vitamina D. Dar pentru că cercetările ulterioare au arătat că este de fapt un complex de vitamine diferite care, prin coincidență, coexistă în aceleași mâncăruri, numele a devenit treptat mai puțin folosit, fiind înlocuit de termenul mai generic vitaminele B, complexul vitamina B sau de numele specific al fiecărei vitamine componente.
Vitaminele B sunt:
- Vitamina B1 (Tiamină)
- Vitamina B2, și vitamina G (Riboflavină)
- Vitamina B3, și vitamina P sau vitamina PP (Niacină)
- Vitamina B5 (acid pantotenic)
- Vitamina B6 (Piridoxină și Piridoxamină)
- Vitamina B7, B8, vitamina H sau vitamina Bw (Biotină)
- Vitamina B9, și vitamina M sau vitamina Bc (acid folic) - important pentru sarcini
- Vitamina B12 (Cianocobalamină)

Alte substanțe care nu sunt vitamine umane au fost clasificate ca fiind vitamine B. Alte vitamine B au fost redenumite sau renumerotate. Acestea includ:
- Vitamina B4 (Adenină)
- Vitamina B7* — denumită mai comun vitamina I
- Vitamina B8 (Acid ergadenilic)
- Vitamina B10, și APAB (acid para-aminobenzoic) Arhivat în 10 martie 2006, la Wayback Machine.
- Vitamina B11, și vitamina S
- Vitamina B13 (acid pirimidincarboxilic sau acid orotic)
- Vitamina B14 — un amestec de B10 și B11
- Vitamina B15 (acid pangamic) știut și ca dimetilglicină
- Vitamina B16
- Vitamina B17 (Amigdalină)
- Vitamina B22, de multe ori presupus a fi un ingredient al extractelor de Aloe vera
- Vitamina Bh alt nume pentru (biotină)  Arhivat în 18 martie 2011, la Wayback Machine.
- Vitamina Bt (L-carnitină)
- Vitamina Bx, și APAB (acid para-aminobenzoic)

În plus față de faptul că ele coexistă în aceleași mâncăruri, vitaminele B lucrează deseori împreună la susținerea metabolismului, menținerea pielii sănătoase și tonusului muscular, întărirea funcționării sistemului imunitar și sistemului nervos și participarea la dezvoltarea și diviziunea celulară — incluzându-le pe cele ale globulelor roșii din sânge, care previn anemia.
De asemenea, ajută la combaterea simptomelor și cauzelor stresului, depresiei și bolilor cardiovasculare.
Toate vitaminele B sunt solubile în apă și sunt răspândite în întreg organismul. Ele trebuie să fie reîmprospătate zilnic, deoarece excesele sunt eliminate prin urină, mai putin vitamina B12 care poate fi stocata in ficat chiar si vreme de cativa ani,
Drojdia de bere este o sursă bună de vitamina B.
Vitamina B se găsește mai ales în zona corticală și în nucleul cerealelor. O vom regăsi deci în pâinea completă și în germenii de grâu. În doze importante se mai găsește în tegumentul tuturor cerealelor și leguminoaselor, în sămânța de in, drojdia de bere, lapte, zer, brânză, gălbenuș de ou, majoritatea fructelor și legumelor. Ea excită pofta de mâncare, favorizează digestia, servește diverselor organe glandulare și nervoase. Lipsa ei conduce la tulburări de circulație (edem) sau nervoase (nevrite), inclusv boala Beri-Beri, anemie, slăbiciune generală, slăbire.